# Junkers G 31
Die Junkers G 31 war ein dreimotoriges, als Tiefdecker ausgelegtes Verkehrs- und Frachtflugzeug des deutschen Herstellers Junkers aus den späten 1920er-Jahren. Sie war eine vergrößerte Version der Junkers G 24 und konnte bis zu 16 Passagiere befördern.

## Geschichte
Der Erstflug fand Anfang September 1926 mit dem ersten Prototyp, der G 31 ba statt, welcher das Kennzeichen D-1073 und die Werknummer 3000 hatte. Die zunächst eingesetzten Junkers L 5-Motoren erwiesen sich als zu schwach, deshalb wurde der Mittelmotor durch einen BMW VI ersetzt. Die Besatzung saß noch in einem offenen Cockpit. Das Flugzeug ging später, wie die letzten drei Serienmodelle, nach Neuguinea, wo es zunächst bei der Bulolo Gold Dredging & Co, dann bei den Guinea Airways als VH-URQ betrieben wurde.
Beim II. Internationalen Flugmeeting 1927 in Dübendorf (Schweiz) gelang es dem Junkerspiloten Waldemar Röder, mit einer G 31 den Sieg beim Alpenflugwettbewerb zu erringen. Dabei legte er 632 Kilometer zurück und überquerte die Alpen in einer Höhe von 4000 Metern.
Insgesamt wurden nur 13 Flugzeuge dieses Typs hergestellt. Die Deutsche Luft Hansa setzte ihre Maschinen auf den Strecken Berlin – London, Hamburg – London, Berlin – Königsberg, Berlin – Malmö, Berlin – Paris und Berlin – Wien ein. Eine G 31 der ÖLAG beflog die Route von Wien nach Berlin.
Zu einem folgenschweren Unfall kam es mit der D-1473 (Werknummer 3005). Die „Rheinland“ verbrannte am 11. Dezember 1928 bei einer Notlandung in Letzlingen bei Stendal. Der einzige Passagier konnte sich leicht verletzt retten, Flugzeugführer Gustav Dörr, sein Bordmonteur Müller und sein Funker Orgel starben in den Flammen.

## Konstruktion

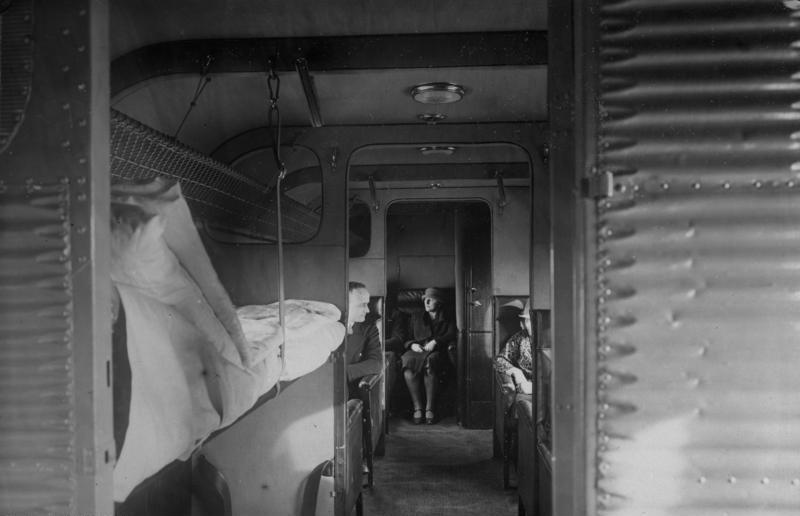
Junkers G 31, Kabine mit Betten

Die G 31 war wie der Vorgänger G 24 ein dreimotoriges Ganzmetallflugzeug mit Wellblechbeplankung.
Insgesamt konnte die Maschine als Verkehrsflugzeug 16 Passagiere aufnehmen, die Besatzung bestand aus drei Personen. Der Passagierraum war in drei Abteile mit einem zentralen Gang aufgeteilt. Es gab einen Waschraum und eine Kleinküche an Bord. Wie damals oft üblich, konnten die Abteilfenster heruntergekurbelt werden. Die Sitzbänke ließen sich in zehn übereinander angeordnete Schlafplätze verwandeln. Im Jahr 1928 erfolgte bei der Luft Hansa erstmals der Einsatz eines Stewards, der diesem Typ den Namen „Fliegender Speisewagen“ einbrachte. Dazu kamen zwei Piloten, ein Funker und ein Maschinist.
Die mit einer seitlichen Ladeluke versehene Frachtversion konnte Lasten von bis zu 3200 Kilogramm befördern. Als Sanitätsflugzeug bot es Platz für einen Pfleger und bis zu 17 Verwundete.

## Versionen

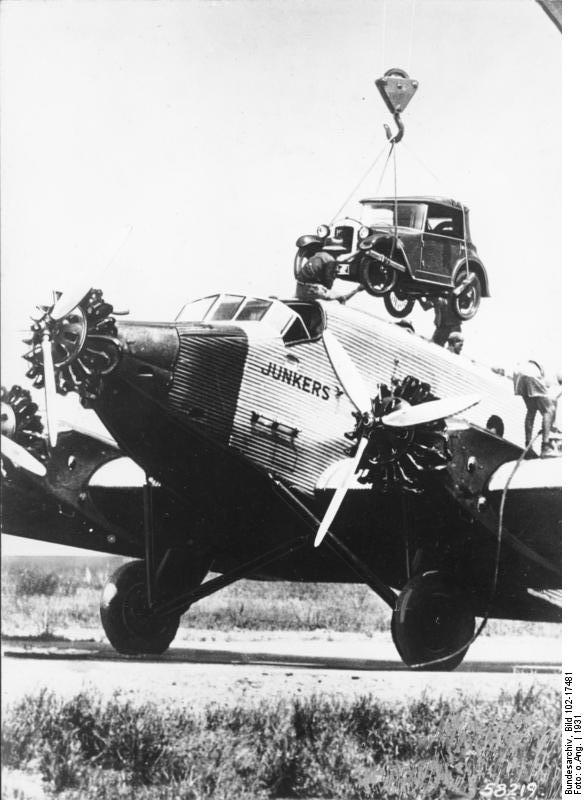
G 31 go wird mit einem Austin 7 beladen

- G 31 ce: Wnr. 3001, D-1137, nacheinander mit verschiedenen Motoren bestückt.

- G 31 de: Wnr. 3002, D-1310 „Hermann Köhl“, später D-ADIN und 3003, als A 46 „Österreich“, später OE-LAG, bei der Österreichischen Luftverkehrsgesellschaft. Neben der geschlossenen Pilotenkabine zeichnete sich diese Ausführung durch drei Sternmotoren Gnôme-Rhône Jupiter VI zu je 375 kW / 510 PS aus. Auch die Wnr. 3004, D-1427 „Deutschland“ der DLH, gehörte zu dieser Gruppe von Flugzeugen.

- G 31 fi: Wnr. 3005, D-1473 „Rheinland“. Statt der Gnôme-Rhône-Antriebe wurde jetzt die von Siemens in Lizenz gefertigte Jupiter-Ausführung mit ebenfalls 375 kW / 510 PS eingebaut, bei gleichzeitig geänderten Abmessungen der Maschine. Die Spannweite betrug hier 30,30 m, die Flügelfläche 102 m² und die Länge 17,30 m.

- G 31 fo: Wnr. 3006, D-1523 „Nordmark“, später D-ADAR und Wnr. 3007, D-1770 „Preußen“, später D-ABAR, Wnr. 3008, D-1722 „Brandenburg“, später D-ABIL und Wnr. 3009, D-1786 „Westmark“, später D-ADUR. Als Motoren wurden jetzt BMW Hornet mit je 404 kW / 550 PS gewählt, die mit Metallluftschrauben ausgerüstet waren.

- G 31 ho: Der Mittelmotor war nun ein Pratt & Whitney Hornet.

- G 31 go: Diese Version entsprach der G 31 fo, hatte jedoch wieder ein offenes Cockpit und als Frachtflugzeug eine große Ladeluke im Rumpfrücken. Drei Stück davon, die Wnr. 3010, 3011 und 3012, gingen als VH-UOW, UOU und UOV in den Jahren 1930/31 an die Firma Bulolo Gold Dredging & Co. in Neuguinea.

## Technische Daten

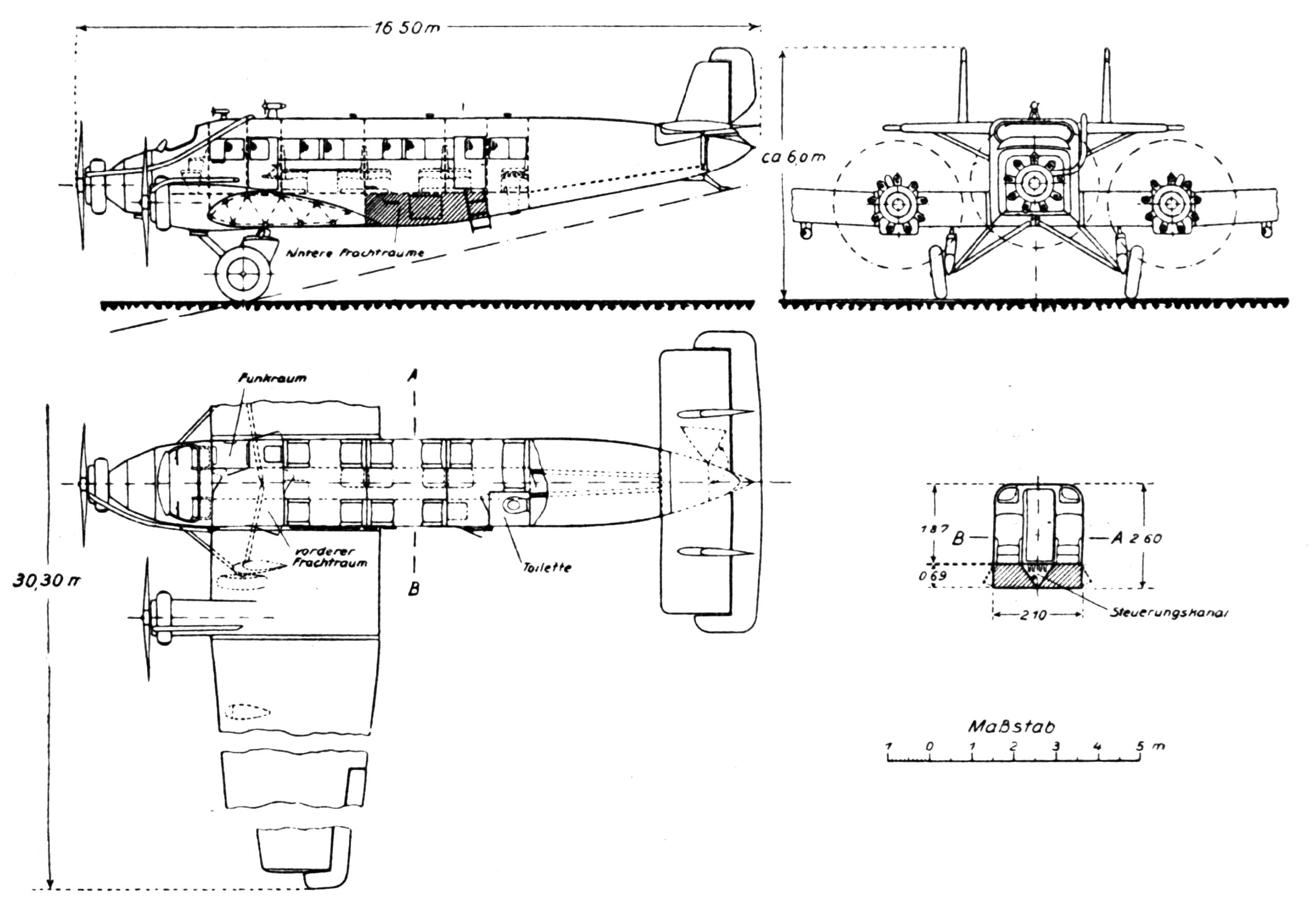
Dreiseitenansicht

| Kenngröße             | Daten (G 31 de)                                      | Daten (G 31 fo)                                      |
| --------------------- | ---------------------------------------------------- | ---------------------------------------------------- |
| Besatzung             | 3                                                    | 4                                                    |
| Passagiere            | 15                                                   | 16                                                   |
| Länge                 | 16,50 m                                              | 17,30 m                                              |
| Spannweite            | 30,30 m                                              | 30,30 m                                              |
| Höhe                  | 6,00 m                                               | 6,00 m                                               |
| Flügelfläche          | 94,60 m²                                             |                                                      |
| Leermasse             | 4970 kg                                              |                                                      |
| Zuladung              | 2730 kg                                              |                                                      |
| Startmasse            | 7700 kg                                              |                                                      |
| Flächenbelastung      | 81,50 kg/m²                                          |                                                      |
| Triebwerke            | drei luftgekühlte Neunzylinder-Viertakt-Sternmotoren | drei luftgekühlte Neunzylinder-Viertakt-Sternmotoren |
| Typ                   | Gnôme-Rhône Jupiter VI                               | BMW Hornet A                                         |
| Leistung              | je 375 kW (510 PS)                                   | je 400 kW (ca. 550 PS)                               |
| Höchstgeschwindigkeit | 200 km/h                                             | 211 km/h                                             |
| Reisegeschwindigkeit  | 170 km/h                                             | 180 km/h                                             |
| Steigleistung         | 3,0 m/s                                              |                                                      |
| Startrollstrecke      | 320 m                                                |                                                      |
| Landerollstrecke      | 380 m                                                |                                                      |
| Gipfelhöhe            | 4400 m                                               |                                                      |
| Reichweite            | 850 km                                               | 1050 km                                              |